# رومن آرماند
رومن آرماند (انگلیسی: Romain Armand؛ زادهٔ ۲۷ فوریهٔ ۱۹۸۷) بازیکن فوتبال اهل فرانسه است.
از باشگاه‌هایی که در آن بازی کرده‌است می‌توان به باشگاه فوتبال کلرمون فوت، باشگاه فوتبال کن، باشگاه فوتبال سدان و باشگاه ورزشی مون‌پلیه اشاره کرد.